# Saranovo
Saranovo (cyr. Сараново) – wieś w Serbii, w okręgu szumadijskim, w gminie Rača. W 2011 roku liczyła 1037 mieszkańców.